# Майкл Мак-Фол
Майкл Ентоні Мак-Фол (англ. Michael Anthony McFaul; нар. 1 жовтня 1963, Глазго, Монтана) — американський дипломат, професор політичних наук Центру з питань демократії, розвитку та верховенства закону при Стенфордському університеті. Посол США в Російській Федерації у 2011–2014 рр. До призначення послом був спеціальним помічником президента США Обами з питань національної безпеки.
Є співголовою міжнародної робочої групи з питань санкцій проти РФ (група Єрмака-Макфола).

## Біографія
1986 року закінчив Стенфордський університет.
1983 року стажувався в Ленінградському університеті, 1985 року — у Державному інституті російської мови імені А. С. Пушкіна, у 1986 і 1987 рр. — у Ягеллонському університеті (Краків, Польща), 1988 року — в Лісабонському університеті (Португалія), у 1988 і 1989 рр. — в Університеті Зімбабве, у 1990—1991 рр. — у Московському державному університеті.
1986 року Мак-Фол отримав стипендію фонду Родса, 1991 року — вчений ступінь Ph.D. з міжнародних відносин в Оксфордському університеті, захистивши дисертацію на тему «Southern African Liberation and Great Power Intervention: Towards a Theory of Revolution in an International Context» («Південноафриканський рух за звільнення й втручання великих держав: до питання про теорію революції в міжнародному контексті»).
У 1993—1995 рр. працював у Московському Центрі Карнегі. Неодноразово відвідував Росію.
З 2009 року був спеціальним помічником президента Барака Обами з питань національної безпеки і директором відділу Росії та Євразії при Раді національної безпеки США.
У травні 2011 року його кандидатуру номінував президент США Барак Обама на посаду посла США в Росії. 15 вересня 2011 року Мак-Фола офіційно затвердили на цю посаду. 10 січня 2012 склав присягу у США як посол.
4 лютого 2014 звільнений з посади посла США в РФ.
Володіє російською, польською та португальською мовами. Автор численних книг з питань переходу до демократичного державного устрою.

## Політичні погляди
Мак-Фол є відомим фахівцем з питань Росії, є критиком Холодної війни та прихильником політики «ревізіонізму» щодо Росії поряд з такими американськими політиками як Генрі Кіссінджер, Стівен Коен та Джек Метлок. Він є одним зі співавторів та активних провідників політики «перезавантаження» — спроби адміністрації президента Обами перебудови відносин із Кремлем у 2000-і роки. Цю спробу «почати з чистого аркуша» відносини з режимом Путіна гостро критикували в США та на Заході, та врешті-решт — після початку інтервенції Росії проти України в Криму — визнали невдалою. Сам Майкл Мак-Фол почав закликати міжнародне співтовариство до міжнародної ізоляції Росії.

## Висловлювання
Коментуючи промову Володимира Путіна під час параду на Красній площі 9 травня 2007, Майкл Мак-Фол написав у доповіді для слухання Комітету з міжнародних справ Палати представників США 17 травня 2007 року, що Путін є «параноїдальним лідером, якому потрібні зовнішні вороги як засіб створення внутрішньої легітимності».

## Нагороди
- Орден «За заслуги» ІІІ ступеня (Україна, 23 серпня 2022) — за значні особисті заслуги у зміцненні міждержавного співробітництва, підтримку державного суверенітету та територіальної цілісності України, вагомий внесок у популяризацію Української держави у світі.[6]
- Орден «За заслуги перед Литвою», лицарський хрест (16 лютого 2024)[7]

## Праці
- англ. Michael McFaul Russia's Unfinished Revolution: Political Change from Gorbachev to Putin [Архівовано 16 вересня 2014 у Wayback Machine.], 400 pages, Cornell University Press, 2002. ISBN 0801488141, ISBN 978-0801488146.
- англ. James M. Goldgeier, Michael McFaul Power and Purpose: US Policy Toward Russia After the Cold War 450 pp. Brookings Institution Press, 2003. ISBN 0815731736 / ISBN 9780815731733.
- Michael McFaul and Sergei Markov, The Troubled Birth of Russian Democracy: Political Parties, Programs, and Profiles, Stanford, CA: Hoover Institution Press, 1993.
- Michael McFaul, Post-Communist Politics: Democratic Prospects in Russia and Eastern Europe, Washington, DC: Center for Strategic & International Studies, 1993.
- Michael McFaul, Russia's 1996 Presidential Election: The End of Polarized Politics, Stanford, CA: Hoover Institution Press, 1997.
- Michael McFaul and Timothy Colton, Popular Choice and Managed Democracy: The Russian Elections of 1999 and 2000, Washington: Brookings Institution Press, 2003.
- Michael McFaul and James Goldgeier, Power and Purpose: American Policy toward Russia after the Cold War, Washington: Brookings Institution Press, 2003.
- Michael McFaul, Nikolai Petrov and Andrei Ryabov, Between Dictatorship and Democracy: Russian Post-Communist Political Reform, Washington: Carnegie Endowment for International Peace, 2004.
- Michael McFaul, Advancing Democracy Abroad: Why We Should and How We Can, Hoover Studies in Politics, Economics, and Society, 2009.